# Canohès
Canohès település Franciaországban, Pyrénées-Orientales megyében. Lakosainak száma 6575 fő (2022. január 1.). Canohès Perpignan, Pollestres, Ponteilla, Thuir és Toulouges községekkel határos.

## Földrajz

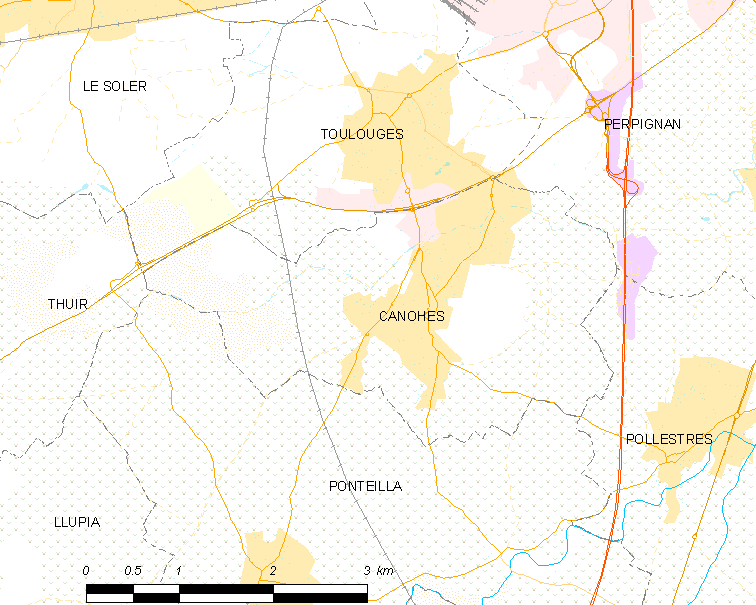
Canohès és környéke

## Népesség
A település népességének változása:
| Lakosok száma | 4914 | 5541 | 5926 | 6097 | 6199 | 6344 | 6490 | 6534 | 6575 |
|               | 2013 | 2015 | 2016 | 2017 | 2018 | 2019 | 2020 | 2021 | 2022 |